# Thomas Alexander Barns
Thomas Alexander Barns (Bletchingley, 4 de junio de 1881 - Chicago, 4 de marzo de 1930), conocido en su vida privada como Alexander Barns, fue un empresario, explorador, autor y naturalista inglés relacionado con la apertura de África Central por los europeos a principios del siglo XX. 

## Biografía
Fue el segundo hijo del clérigo de la Iglesia de Inglaterra William Amos Barns y de Eva Cecilia Buckworth. Se educó en la Cranleigh School. Se casó con Margery Cory, y tuvieron un hijo y una hija. Su esposa participó activamente en sus expediciones a África para recolectar mariposas.
En 1898, a los diecisiete años, Barns viajó a África como subgerente de la Compañía de Café de Nyasalandia. De 1900 a 1903, fue agente de las concesiones en Rodesia del Norte, donde también trabajó en la ganadería y organizó expediciones al África Oriental Alemana y a las colonias portuguesas. Cazó elefantes, comerció con marfil y coleccionó especímenes zoológicos para museos, como un gran elefante africano para el Museo de South Kensington.
Entre 1919 y 1922, Barns dirigió tres expediciones de investigación transafricanas por el Congo Belga y el territorio de Tanganica. Se convirtió en el primer inglés en describir el cráter del Ngorongoro.
Barns fue uno de los primeros observadores de los gorilas de montaña y en su obra The Wonderland of the Eastern Congo (1922), informó que los había visto viviendo en grandes grupos y que todos esos grupos incluían al menos dos hembras adultas con crías de diferentes edades.
Algunas de las expediciones de Barns a África fueron patrocinadas por James John Joicey, un entomólogo aficionado que encargó a Barns que recolectara especímenes de lepidópteros en África. Viajando con su esposa, Barns recolectó muchos especímenes de lepidópteros para el Museo Joicey's Hill en Witley. En una expedición al Congo para Joicey, Barns había observado un ejemplar de una rara mariposa gigante del género Papilio flotando en el agua fuera de su alcance. El informe de Barns sobre la mariposa fue tan extraordinario que Joicey lo envió de regreso al Congo para encontrarla, pero no se capturó ningún espécimen en esta nueva expedición.
Barns fue miembro de la African Association y de la National Geographic Society, y corresponsal de The African World. Fue elegido miembro de la Sociedad Entomológica y de la Sociedad Zoológica.
Murió en Chicago en 1930, atropellado por un taxista.

## Obras
Publicó varios libros sobre África.
- The Wonderland of the Eastern Congo: the region of snow-crowned volcanoes, the pygmies, the giant gorilla. (1922)
- Tales of the Ivory Trade. (1923)
- Across the Great Craterland to the Congo. (1924)
- An African Eldorado, the Belgian Congo. (1926)
- Angolan Sketches. (1928)